# Amy Adams
Amy Lou Adams (Vicenza, 20 de agosto de 1974) é uma atriz e cantora estadunidense, nascida na Itália. Começou sua carreira no palco em teatros antes de fazer sua estreia no cinema em 1999 no filme de comédia de humor negro Drop Dead Gorgeous. Conhecida por papéis cômicos e dramáticos, ela apareceu três vezes no ranking anual das atrizes mais bem pagas do mundo. Seus elogios incluem dois Golden Globe Awards, além de indicações para seis oscars e sete BAFTAS.
Adams fez sua estreia no cinema com um papel coadjuvante na sátira de 1999, Drop Dead Gorgeous. Depois de se mudar para Los Angeles, ela fez aparições na televisão e interpretou papéis de "garota má" em filmes de pequeno porte. Seu primeiro papel importante veio no filme biográfico de Steven Spielberg Catch Me If You Can (2002), ao lado de Leonardo DiCaprio. Sua descoberta veio no papel de uma mulher grávida no filme de comédia dramática independente Junebug (2005).
O filme de fantasia musical Enchanted (2007), no qual Adams interpretou uma alegre personagem do tipo princesa de contos de fadas, foi seu primeiro grande sucesso como protagonista. Em seguida, interpretou mulheres ingênuas e otimistas em uma série de filmes, como o drama Doubt (2008). Adams posteriormente desempenhou papéis mais fortes e com críticas positivas no filme de The Fighter (2010) e no filme de drama psicológico The Master (2012). Em 2013, ela começou a interpretar Lois Lane em filmes de super-heróis ambientados no DC Extended Universe. Adams ganhou dois Globos de Ouro consecutivos de Melhor Atriz por interpretar uma sedutora vigarista no filme policial American Hustle(2013) e a pintora Margaret Keane no filme biográfico Big Eyes (2014). Mais aclamação veio por interpretar uma linguista no filme de ficção científica Arrival (2016), e a dona de uma galeria de arte no filme de suspense Nocturnal Animals (2016), e a personagem principal na minissérie da HBO Sharp Objects (2018) e Lynne Cheney em o filme satírico Vice (2018).

## Biografia
Enquanto trabalhava num famoso restaurante/teatro em Chanhassen, Minnesota, Amy foi descoberta por um produtor de cinema. Pouco tempo depois, teve seu primeiro papel de comédia em Drop Dead Gorgeous. Se mudou para Los Angeles, Califórnia, onde apareceu em seu segundo filme, Cruel Intentions 2 (2000). Depois, Amy participou de algumas séries de televisão como: The Office, Buffy the Vampire Slayer, Charmed, The West Wing, Dr. Vegas e Smallville, e também, teve uma pequena participação no filme Psycho Beach Party.
Após participações em várias séries de televisão e papéis em filmes B, ela foi escalada para o papel de Brenda Strong, em 2002, no filme Catch Me If You Can, sendo par romântico de Leonardo DiCaprio no longa, mas seu primeiro papel de destaque foi em 2005 na comédia dramática Junebug, interpretando Ashley Johnsten, pelo qual recebeu aclamação da crítica e sua primeira nomeação para o Oscar, na categoria de Melhor Atriz Coadjuvante.
Adams estrelou na Disney em 2007 no filme Enchanted, sucesso comercial e de crítica, e recebeu sua primeira indicação ao Globo de Ouro, na categoria de Melhor Atriz em filme de comédia ou musical por sua atuação como a princesa Giselle. Ela posteriormente recebeu três indicações ao Oscar de Melhor Atriz Coadjuvante pelas suas atuações como a ingênua freira James em Doubt (2008), Charlene Fleming em The Fighter (2010) e Peggy Dodd em The Master (2012). Embora já tenha aparecido em muitos filmes dramáticos e cômicos, Adams originalmente ganhou uma reputação de interpretar personagens com disposições alegres e ensolaradas, mas desde então tem desempenhado uma ampla variedade de papéis.
Venceu duas vezes consecutivas o Globo de Ouro de Melhor Atriz em filme de comédia ou musical pelos desempenhos como a vigarista Sydney Prosser na comédia policial American Hustle (2013), e como a pintora Margaret Keane na cinebiografia Big Eyes (2014), sendo indicada ao Oscar de Melhor Atriz pelo primeiro.
Adams atuou também em vários filmes de sucesso comercial como Night at the Museum: Battle of the Smithsonian, no qual atuou como a famosa aviadora Amelia Earhart, Julie & Julia (2009), retratando a escritora Julie Powell, seguido de Leap Year (2010) e The Muppets ao lado de Jason Segel, em 2011. Porém, seu maior sucesso comercial veio ao interpretar a jornalista Lois Lane nos filmes do Universo Estendido DC, Man of Steel (2013) e Batman v Superman: Dawn of Justice (2016), que arrecadaram juntos mais de 1 bilhão de dólares mundialmente.
Ainda em 2016, Adams estrelou dois filmes aclamados pela crítica: Arrival de Denis Villeneuve e Nocturnal Animals de Tom Ford. Pela sua atuação no primeiro como a linguista Dra. Louise Banks, foi indicada a diversas premiações, incluindo o Globo de Ouro de Melhor Atriz - Drama, SAG Award de Melhor Atriz Principal e BAFTA de Melhor Atriz.

## Vida pessoal
Amy nasceu em Vicenza, Itália, filha de pais norte-americanos, Kathryn Hicken e Richard Adams, que estavam na Itália a trabalho. Estudou no Douglas Contry School e foi criada na religião mórmon, embora sua família tenha deixado a igreja após seus pais se divorciarem quando tinha onze anos.
A atriz conheceu o ator e pintor Darren Le Gallo em uma aula de atuação em 2001, e eles começaram a namorar um ano depois, enquanto colaboravam em um curta-metragem intitulado Pennies. Eles ficaram noivos em 2008, e ela deu à luz sua filha, Aviana, em 2010. Sete anos após o noivado, o casal se casou em uma cerimônia privada em um rancho perto de Santa Bárbara , Califórnia. Adams disse em 2016 que aprecia os inúmeros sacrifícios que Le Gallo tinha feito como o cuidador principal de sua família. Eles residem em Beverly Hills, Califórnia. Adams descreveu sua vida familiar como "muito discreta", e disse que sua rotina envolve ir para o trabalho, levar sua filha ao parque e ter encontros semanais com o marido.
Adams não vê grande importância na vida de celebridade e afirma que "quanto mais as pessoas souberem sobre mim, menos acreditarão em mim e nos meus personagens". Ela atrai pouca fofoca ou atenção dos tabloides e se esforça para manter um equilíbrio saudável entre vida profissional e pessoal. Adams faz um esforço para não ser afetado por sua fama, acreditando que isso prejudicaria sua capacidade de desempenhar papéis com honestidade. Ela falou sobre sofrer de insegurança e falta de confiança desde jovem e sobre como a maternidade a acalmou. Ela frequentemente começa a cantar quando está estressada no trabalho.
Para diminuir as diferenças de gênero, Adams se juntou a outras colegas de profissão no apelo por salários iguais para as mulheres na indústria cinematográfica, mas ela percebe que somente as atrizes são chamadas para explicar a disparidade salarial entre gêneros e acha que as perguntas deveriam ser direcionadas aos produtores. Tendo experimentado dificuldades em seus primeiros anos na indústria cinematográfica, Adams trabalha em estreita colaboração com alunos carentes na Escola de Cinema do Gueto de Nova York. A Variety a homenageou por seu trabalho com eles em 2010. Ela apoia o Trevor Project, uma organização sem fins lucrativos que ajuda adolescentes LGBT problemáticos, e atuou como apresentadora para o evento "Trevor Live" de 2011. Em 2013, ela lançou o livro The Beauty Book for Brain Cancer para ajudar a arrecadar dinheiro para as instituições de caridade Snog e Headrush contra o câncer cerebral. No ano seguinte, ela participou de um evento de caridade no UCLA Medical Center, em Santa Monica, para arrecadar fundos para crianças abusadas sexualmente. Em 2020, Adams se juntou à atriz Jennifer Garner para lançar uma campanha chamada #SaveWithStories para promover a educação das crianças durante o fechamento das escolas devido à pandemia COVID-19. Adams é uma embaixadora da The RightWay Foundation, uma instituição de caridade que fornece empregos e serviços de saúde mental para ex-jovens adotivos.
Amy Adams tem transtorno do déficit de atenção com hiperatividade (TDAH) e toma Ritalina desde os 6 anos de idade.

## Filmografia

### Cinema

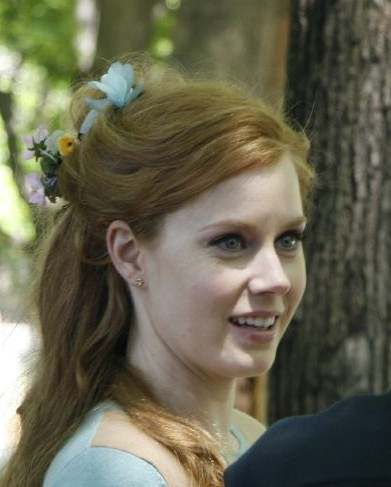
Adams durante as gravações de Enchanted.

| Ano  | Título                                         | Papel                                | Título em português                         |
| ---- | ---------------------------------------------- | ------------------------------------ | ------------------------------------------- |
| 1999 | Drop Dead Gorgeous                             | Leslie Miller                        | br: Lindas de Morrer                        |
| 2000 | Psycho Beach Party                             | Marvel Ann                           | br: Horror na Praia Psicodélica             |
| 2000 | The Chromium Hook (curta-metragem)             | Jill Royaltuber                      |                                             |
| 2000 | Cruel Intentions 2                             | Kathryn Merteuil                     | br: Segundas Intenções 2                    |
| 2002 | The Slaughter Rule                             | Doreen                               |                                             |
| 2002 | Pumpkin                                        | Alex                                 | br: Meu Namorado Pumpkin                    |
| 2002 | Serving Sara                                   | Kate                                 | br: A Serviço de Sara                       |
| 2002 | Catch Me If You Can                            | Brenda Strong                        | br: Prenda-me se For Capaz                  |
| 2004 | The Last Run                                   | Alexis                               | br: A Última Aventura                       |
| 2005 | The Wedding Date                               | Amy Ellis                            | br: Muito Bem Acompanhada                   |
| 2005 | Junebug                                        | Ashley Johnsten                      | br: Retratos de Família                     |
| 2005 | Standing Still                                 | Elise                                | br: A Última Noite de Solteiro              |
| 2006 | Pennies (curta-metragem)                       | Charlotte Brown                      |                                             |
| 2006 | Moonlight Serenade                             | Chloe                                |                                             |
| 2006 | Tenacious D in: The Pick of Destiny            | Gorgeous Woman                       | br: Tenacious D: Uma Dupla Infernal         |
| 2006 | Talladega Nights: The Ballad of Ricky Bobby    | Susan                                | br: Ricky Bobby - A Toda Velocidade         |
| 2007 | The Ex                                         | Abby March                           | br: O Ex-Namorado da Minha Mulher           |
| 2007 | Underdog                                       | 'Sweet' Polly Purebred (voz)         | br: Vira-Lata                               |
| 2007 | Enchanted                                      | Giselle                              | br: Encantada                               |
| 2007 | Charlie Wilson's War                           | Bonnie Bach                          | br: Jogos do Poder                          |
| 2008 | Miss Pettigrew Lives for a Day                 | Delysia Lafosse                      | br: A Vida num só Dia                       |
| 2008 | Doubt                                          | Sister James                         | br: Dúvida                                  |
| 2009 | Sunshine Cleaning                              | Rose Lorkowski                       | br: Trabalho Sujo                           |
| 2009 | Night at the Museum: Battle of the Smithsonian | Amelia Earhart                       | br: Uma Noite no Museu 2                    |
| 2009 | Julie & Julia                                  | Julie Powell                         | br: Julie & Julia                           |
| 2010 | Leap Year                                      | Anna Brady                           | br: Casa Comigo?                            |
| 2010 | The Fighter                                    | Charlene Fleming                     | br: O Vencedor                              |
| 2011 | The Muppets                                    | Mary                                 | br: Os Muppets                              |
| 2011 | On the Road                                    | Jane Lee                             | br: Na Estrada                              |
| 2012 | The Master                                     | Mary Sue Dodd                        | br: O Mestre                                |
| 2012 | Trouble with the Curve                         | Mickey Lobel                         | br Curvas da Vida                           |
| 2013 | Man of Steel                                   | Lois Lane                            | br: O Homem de Aço                          |
| 2013 | Her                                            | Amy                                  | br: Ela                                     |
| 2013 | Lullaby                                        |                                      |                                             |
| 2013 | American Hustle                                | Sydney Prosser / Lady Edith Greensly | br: Trapaça                                 |
| 2014 | Big Eyes                                       | Margaret Keane                       | br: Grandes Olhos                           |
| 2016 | Batman v Superman: Dawn of Justice             | Lois Lane                            | br: Batman vs Superman: A Origem da Justiça |
| 2016 | Arrival                                        | Dr. Louise Banks                     | br: A Chegada                               |
| 2016 | Nocturnal Animals                              | Susan Morrow                         | br: Animais Noturnos                        |
| 2017 | Justice League                                 | Lois Lane                            | br: Liga da Justiça                         |
| 2018 | Vice                                           | Lynne Cheney                         | br: Vice                                    |
| 2020 | Hillbilly Elegy                                | Bev Vance                            |                                             |
| 2021 | Zack Snyder's Justice League                   | Lois Lane                            |                                             |
| 2021 | The Woman in the Window                        | Dr. Anna Fox                         | br: A Mulher na Janela                      |
| 2021 | Dear Evan Hansen                               | Cynthia Murphy                       |                                             |
| 2022 | Disenchanted                                   | Giselle                              | br: Desencantada                            |
| 2024 | Nightbitch                                     | Mãe                                  |                                             |

Televisão
| Ano  | Título                   | Papel                               | Notas                                        |
| ---- | ------------------------ | ----------------------------------- | -------------------------------------------- |
| 2000 | That '70s Show           | Kat Peterson                        | Episódio: Burning Down the House             |
| 2000 | Charmed                  | Maggie Murphy                       | Episódio: Murphy's Luck                      |
| 2000 | Zoe, Duncan, Jack & Jane | Dinah                               | Episódio: Tall, Dark and Duncan's Boss       |
| 2000 | Providence               | Rebecca 'Becka' Taylor              | Episódio: The Good Doctor                    |
| 2000 | Buffy the Vampire Slayer | Beth Maclay                         | Episódio: Family                             |
| 2001 | Smallville               | Jodi Melville                       | Episódio: Craving                            |
| 2002 | The West Wing            | Cathy                               | Episódio: 20 Hours in America: Part 1        |
| 2004 | King of the Hill         | Merilynn / Sunshine / Misty (voice) | Episódios: Cheer Factor e My Hair Lady       |
| 2004 | Dr. Vegas                | Alice Doherty                       | 5 episódios                                  |
| 2005 | The Office               | Katy                                | Episódios: Hot Girl, The Fire e Booze Cruise |
| 2008 | Saturday Night Live      | Apresentadora                       | Episódio: Amy Adams/Vampire Weekend          |
| 2018 | Sharp Objects            | Camille Preaker                     | Série da HBO                                 |

## Prêmios e indicações

### Óscar

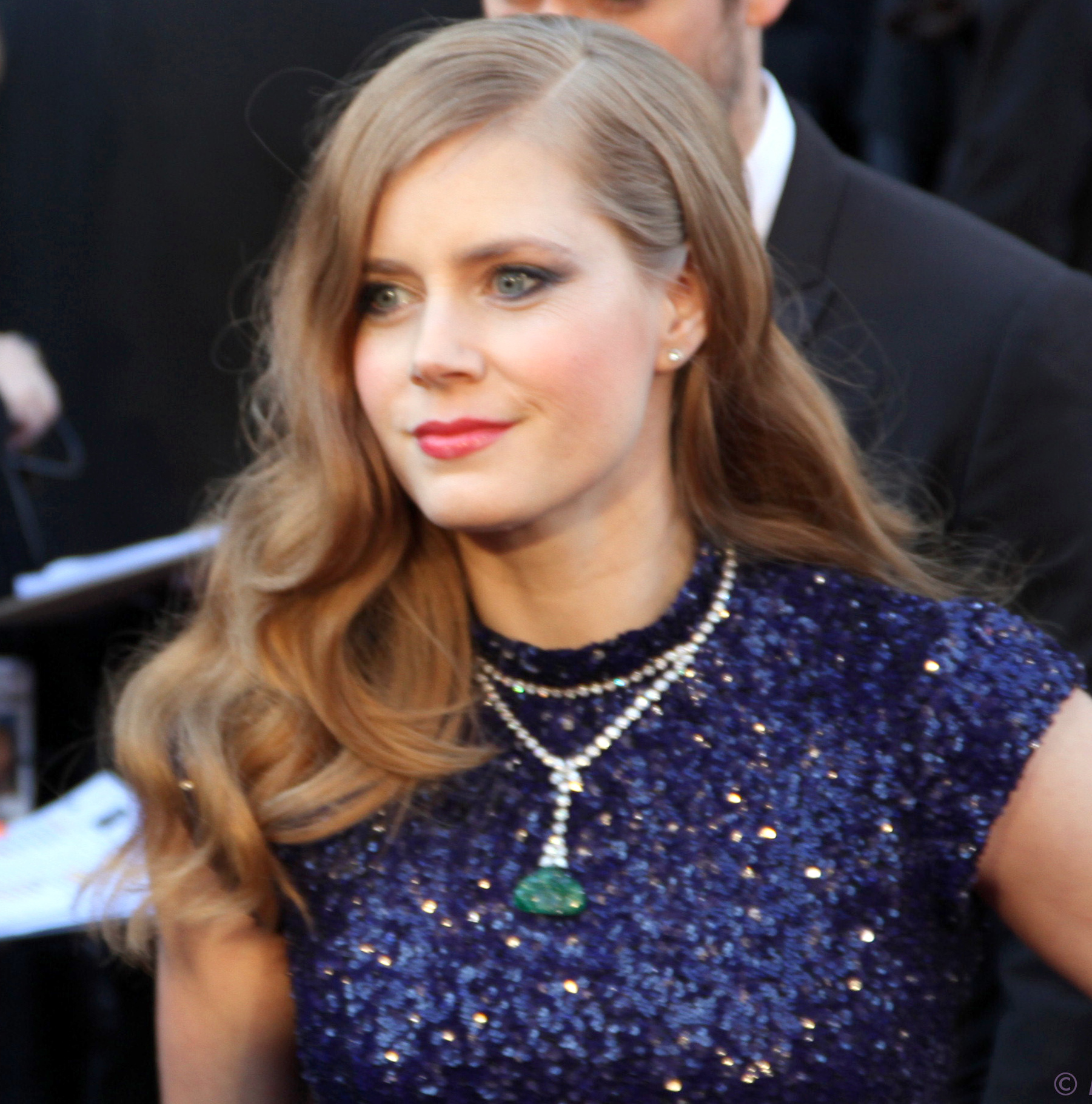
Adams no 83° Academy Awards, em 2011.

| Ano  | Categoria                | Indicação       | Notas    |
| ---- | ------------------------ | --------------- | -------- |
| 2006 | Melhor Atriz Coadjuvante | Junebug         | Indicado |
| 2009 | Melhor Atriz Coadjuvante | Doubt           | Indicado |
| 2011 | Melhor Atriz Coadjuvante | The Fighter     | Indicado |
| 2013 | Melhor Atriz Coadjuvante | The Master      | Indicado |
| 2014 | Melhor Atriz             | American Hustle | Indicado |
| 2019 | Melhor Atriz Coadjuvante | Vice            | Indicado |

### Emmy Awards
| Ano  | Categoria                               | Indicação     | Notas    |
| ---- | --------------------------------------- | ------------- | -------- |
| 2019 | Melhor Atriz em Minissérie ou Telefilme | Sharp Objects | Indicado |
| 2019 | Melhor Série Limitada (como produtora)  | Sharp Objects | Indicado |

### Globos de Ouro
| Ano  | Categoria                               | Indicação       | Notas    |
| ---- | --------------------------------------- | --------------- | -------- |
| 2008 | Melhor Atriz - Musical ou Comédia       | Enchanted       | Indicado |
| 2009 | Melhor Atriz Coadjuvante em Cinema      | Doubt           | Indicado |
| 2011 | Melhor Atriz Coadjuvante em Cinema      | The Fighter     | Indicado |
| 2013 | Melhor Atriz Coadjuvante em Cinema      | The Master      | Indicado |
| 2014 | Melhor Atriz - Musical ou Comédia       | American Hustle | Venceu   |
| 2015 | Melhor Atriz - Musical ou Comédia       | Big Eyes        | Venceu   |
| 2017 | Melhor Atriz - Drama                    | Arrival         | Indicado |
| 2019 | Melhor Atriz Coadjuvante em Cinema      | Vice            | Indicado |
| 2019 | Melhor Atriz em Minissérie ou Telefilme | Sharp Objects   | Indicado |
| 2025 | Melhor Atriz - Musical ou Comédia       | Nightbitch      | Indicado |

### SAG Awards
| Ano  | Categoria                               | Filme           | Notas    |
| ---- | --------------------------------------- | --------------- | -------- |
| 2006 | Melhor Atriz Coadjuvante                | Junebug         | Indicado |
| 2009 | Melhor Atriz Coadjuvante                | Doubt           | Indicado |
| 2009 | Melhor Elenco em Cinema                 | Doubt           | Indicado |
| 2011 | Melhor Elenco em Cinema                 | The Fighter     | Indicado |
| 2011 | Melhor Atriz Coadjuvante                | The Fighter     | Indicado |
| 2014 | Melhor Elenco em Cinema                 | American Hustle | Venceu   |
| 2017 | Melhor Atriz Principal                  | Arrival         | Indicado |
| 2019 | Melhor Atriz Coadjuvante                | Vice            | Indicado |
| 2019 | Melhor Atriz em Minissérie ou Telefilme | Sharp Objects   | Indicado |
| 2021 | Melhor Atriz Principal                  | Hillbilly Elegy | Indicado |

### Critics' Choice Movie & Television Awards
| Ano  | Categoria                               | Indicação       | Notas    |
| ---- | --------------------------------------- | --------------- | -------- |
| 2006 | Melhor Atriz Coadjuvante                | Junebug         | Venceu   |
| 2008 | Melhor Atriz                            | Enchanted       | Indicado |
| 2009 | Melhor Elenco                           | Doubt           | Indicado |
| 2011 | Melhor Atriz Coadjuvante                | The Fighter     | Indicado |
| 2011 | Melhor Elenco                           | The Fighter     | Venceu   |
| 2013 | Melhor Atriz Coadjuvante                | The Master      | Indicado |
| 2014 | Melhor Atriz em Comédia                 | American Hustle | Venceu   |
| 2014 | Melhor Elenco                           | American Hustle | Venceu   |
| 2017 | Melhor Atriz                            | Arrival         | Indicado |
| 2019 | Melhor Atriz Coadjuvante                | Vice            | Indicado |
| 2019 | Melhor Elenco                           | Vice            | Indicado |
| 2019 | Melhor Atriz em Minissérie ou Telefilme | Sharp Objects   | Venceu   |

### BAFTA
| Ano  | Categoria                | Filme           | Notas    |
| ---- | ------------------------ | --------------- | -------- |
| 2009 | Melhor Atriz Coadjuvante | Doubt           | Indicado |
| 2011 | Melhor Atriz Coadjuvante | The Fighter     | Indicado |
| 2013 | Melhor Atriz Coadjuvante | The Master      | Indicado |
| 2014 | Melhor Atriz             | American Hustle | Indicado |
| 2015 | Melhor Atriz             | Big Eyes        | Indicado |
| 2017 | Melhor Atriz             | Arrival         | Indicado |
| 2019 | Melhor Atriz Coadjuvante | Vice            | Indicado |

### Satellite Awards
| Ano  | Categoria                               | Indicação         | Notas    |
| ---- | --------------------------------------- | ----------------- | -------- |
| 2006 | Melhor Atriz Coadjuvante em Cinema      | Junebug           | Indicado |
| 2009 | Melhor Atriz Coadjuvante em Cinema      | Doubt             | Indicado |
| 2011 | Melhor Atriz Coadjuvante em Cinema      | The Fighter       | Indicado |
| 2013 | Melhor Atriz Coadjuvante em Cinema      | The Master        | Indicado |
| 2014 | Melhor Atriz em Cinema                  | American Hustle   | Indicado |
| 2017 | Melhor Atriz em Cinema                  | Nocturnal Animals | Indicado |
| 2019 | Melhor Atriz em Minissérie ou Telefilme | Sharp Objects     | Venceu   |

### Television Critics' Association (TCA Awards)
| Ano  | Categoria                              | Indicação     | Notas    |
| ---- | -------------------------------------- | ------------- | -------- |
| 2019 | Melhor Performance Individual em Drama | Sharp Objects | Indicado |

## Discografia
| Ano  | Canção                     | Trilha sonora                  | Gravadora           |
| ---- | -------------------------- | ------------------------------ | ------------------- |
| 2007 | True Love's Kiss           | Enchanted                      | Walt Disney Records |
| 2007 | Happy Working Song         | Enchanted                      | Walt Disney Records |
| 2007 | That's How You Know        | Enchanted                      | Walt Disney Records |
| 2008 | If I Didn't Care           | Miss Pettigrew Lives for a Day | Varèse Sarabande    |
| 2011 | Life's a Happy Song        | The Muppets                    | Walt Disney Records |
| 2011 | Me Party                   | The Muppets                    | Walt Disney Records |
| 2011 | Life's A Happy Song Finale | The Muppets                    | Walt Disney Records |